# Withius angolensis
Espèce
Synonymes
- Allowithius angolensis Beier, 1948

Withius angolensis est une espèce de pseudoscorpions de la famille des Withiidae.

## Distribution
Cette espèce se rencontre en Angola, au Congo-Kinshasa et au Congo-Brazzaville.

## Description
Withius angolensis mesure de 2 à 2,2 mm.

## Étymologie
Son nom d'espèce, composé de angol[a] et du suffixe latin -ensis, « qui vit dans, qui habite », lui a été donné en référence au lieu de sa découverte, l'Angola.

## Publication originale
- Beier, 1948 : Phoresie und Phagophilie bei Pseudoscorpionen. Österreichische Zoologische Zeitschrift, vol. 1, p. 441-497 (texte intégral).